# Джон ДіМаджіо

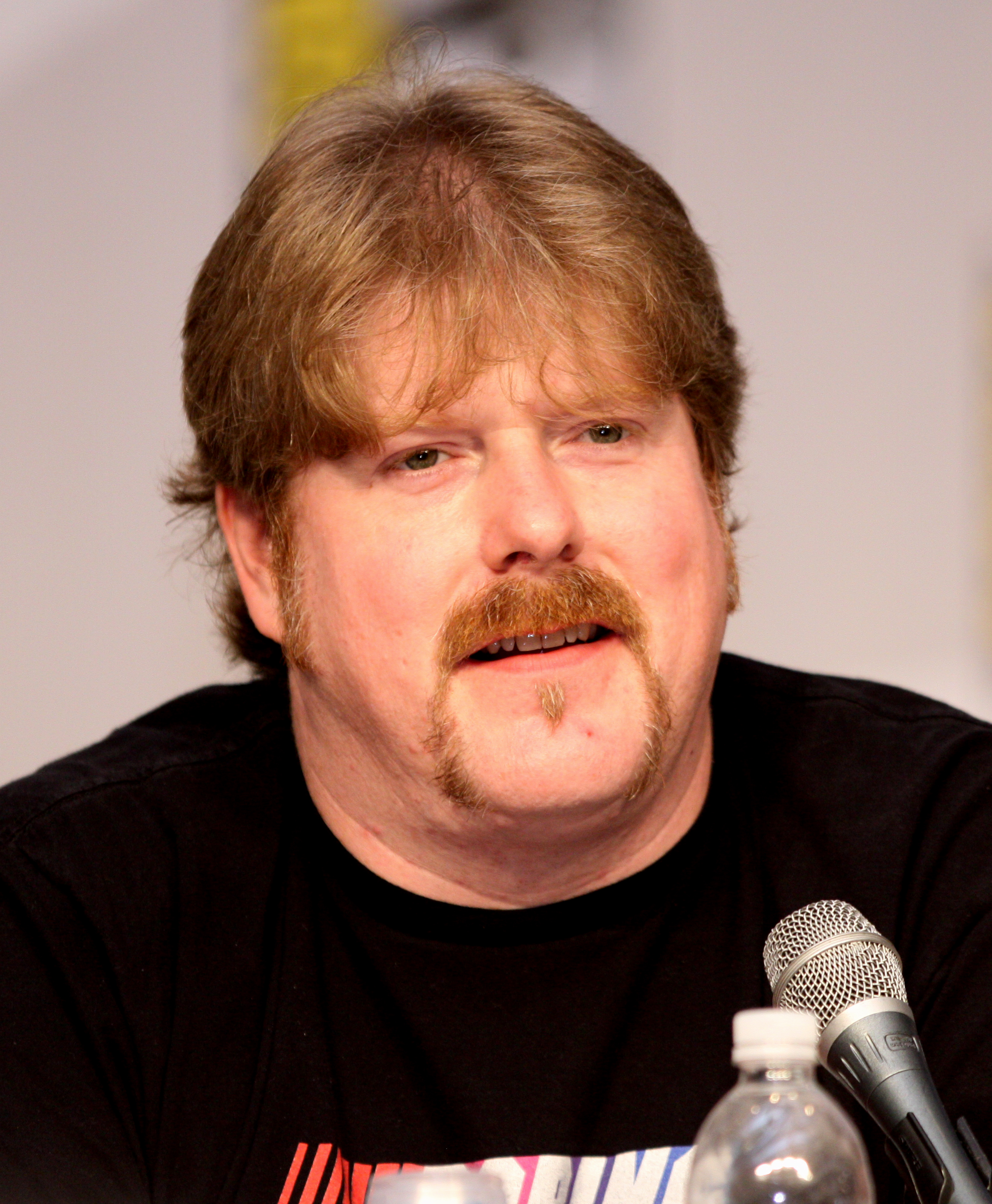
Джон ДіМаджіо у 2010 році

Джон Вільям ДіМаджіо (4 вересня 1968 , Норт-Плейнфілд, Нью-Джерсі ) — американський актор озвучення. Народився в Норт-Плейнфілд (Нью-Джерсі). Відомий в основному за роботами в проектах: Футурама (Бендер, а також: Флексо, URL, Містер Пануччі, Єнсі Фрай-старший, Робот-Санта, Ельзар), Самурай Джек (Шотландець), Час пригод (Пес Джейк), Розчарування (Король Зог). А також озвучував Маркуса Фенікса у Gears of War і пінгвіна Ріко в мультсеріалі Пінгвіни Мадагаскару.
Загалом за свою кар'єру з 1996-го року, ДіМаджіо озвучив і зіграв більше сотні персонажів в анімаційних та кінострічках, серіалах та відеоіграх.

## Фільмографія
| Рік   |    | Українська назва                                 | Оригінальна назва                                | Роль           |
| ----- | -- | ------------------------------------------------ | ------------------------------------------------ | -------------- |
| 1999  | тф | Пірати силіконової долини                        | Pirates of Silicon Valley                        |                |
| 2001  | ф  | Мисливець на вампірів D: Жага крові              | Vampire Hunter D: Bloodlust                      |                |
| —2002 | с  | Кім Всеможу                                      | Kim Possible                                     |                |
| 2003  | тф | Kim Possible: A Sitch in Time                    | Kim Possible: A Sitch in Time                    |                |
| 2005  | ф  | Tom and Jerry: The Fast and the Furry            | Tom and Jerry: The Fast and the Furry            |                |
| 2006  | ф  | Роги і копита                                    | Barnyard                                         |                |
| 2007  | ф  | Bender's Big Score                               | Futurama: Bender's Big Score                     |                |
| 2007  | ф  | Суперпес (фільм)                                 | Underdog                                         |                |
| 2008  | ф  | Futurama: Into the Wild Green Yonder             | Futurama: Into the Wild Green Yonder             |                |
| 2008  | ф  | Futurama: Bender's Game                          | Futurama: Bender's Game                          |                |
| 2008  | ф  | Mia and the Migoo                                | Mia and the Migoo                                |                |
| 2010  | ф  | Знайомство з Факерами 2                          | Little Fockers                                   |                |
| 2010  | ф  | Бетмен: Під червоним ковпаком                    | Batman: Under the Red Hood                       |                |
| 2011  | ф  | Carl Panzram: The Spirit of Hatred and Vengeance | Carl Panzram: The Spirit of Hatred and Vengeance |                |
| 2012  | ф  | Tom and Jerry: Robin Hood and His Merry Mouse    | Tom and Jerry: Robin Hood and His Merry Mouse    |                |
| 2013  | ф  | Scooby-Doo! Mask of the Blue Falcon              | Scooby-Doo! Mask of the Blue Falcon              |                |
| 2013  | ф  | I Know That Voice                                | I Know That Voice                                |                |
| 2014  | ф  | Трансформери 4                                   | Transformers: Age of Extinction                  |                |
| 2021  | с  | Корпорація змов                                  | Inside Job                                       | Гленн Дольфман |